# Georgia ai XXIII Giochi olimpici invernali
La Georgia ha partecipato ai XXIII Giochi olimpici invernali, che si sono svolti dal 9 al 28 febbraio 2018 a Pyeongchang in Corea del Sud, con una delegazione composta da 4 atleti.

## Pattinaggio di figura
La Georgia ha qualificato nel pattinaggio di figura un atleta in seguito ai Campionati mondiali di pattinaggio di figura 2017.
| Gara     | Atleta              | Programma corto | Programma corto | Programma libero | Programma libero | Totale | Totale    |
| Gara     | Atleta              | Punti           | Posizione       | Punti            | Posizione        | Punti  | Posizione |
| -------- | ------------------- | --------------- | --------------- | ---------------- | ---------------- | ------ | --------- |
| Maschile | Moris Qvitelashvili | 76,56           | 22º Q           | 128,01           | 24º              | 204,57 | 24º       |

## Sci alpino

### Uomini
| Gara            | Atleta             | Tempo     | Tempo     | Tempo   | Posizione |
| Gara            | Atleta             | 1ª manche | 2ª manche | Totale  | Posizione |
| --------------- | ------------------ | --------- | --------- | ------- | --------- |
| Slalom speciale | Iason Abramashvili | 52"69     | 55"00     | 1'47"69 | 28º       |
| Slalom gigante  | Iason Abramashvili | DNF       | DNF       | DNF     | DNF       |

### Donne
| Gara            | Atleta         | Tempo     | Tempo     | Tempo   | Posizione |
| Gara            | Atleta         | 1ª manche | 2ª manche | Totale  | Posizione |
| --------------- | -------------- | --------- | --------- | ------- | --------- |
| Slalom speciale | Nino Tsiklauri | 55"88     | 55"74     | 1'51"62 | 39ª       |
| Slalom gigante  | Nino Tsiklauri | 1'20"02   | 1'16"91   | 2'36"93 | 46ª       |

## Slittino
La Georgia non aveva qualificato atleti nello slittino. Successivamente la Federazione Internazionale Slittino ha destinato un ulteriore posto nel singolo maschile, tra gli otto previsti in totale tra tutte le discipline, per raggiungere il numero massimo di atleti in gara per specialità (40 nell'individuale maschile).
| Gara             | Atleta          | 1ª manche | 2ª manche | 3ª manche | 4ª manche       | Totale   | Posizione |
| ---------------- | --------------- | --------- | --------- | --------- | --------------- | -------- | --------- |
| Singolo maschile | Giorgi Sogoiani | 49"300    | 49"151    | 49"008    | non qualificato | 2'27"459 | 32º       |